# Hans Poelzig

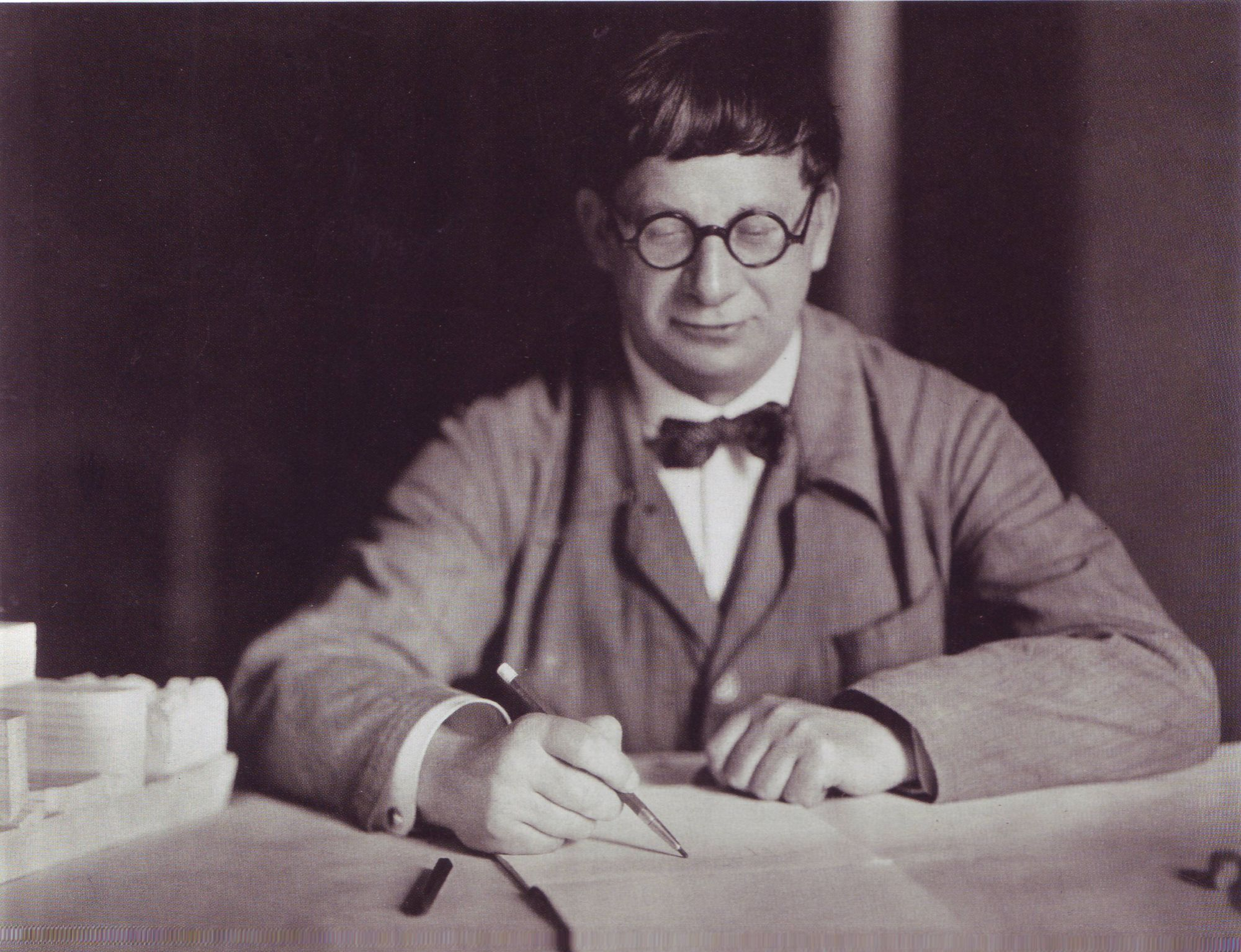
Hans Poelzig um 1927 auf einer Fotografie von Alexander Binder

Hans Poelzig (* 30. April 1869 in Berlin; † 14. Juni 1936 ebenda) war ein deutscher Architekt, Maler, Bühnenbildner, Filmarchitekt und Hochschullehrer. Vor allem seine Beiträge zur expressionistischen Architektur und zur Neuen Sachlichkeit machten ihn bekannt.
Seine Kinder waren der Architekt Peter Poelzig (1906–1981), die Schauspielerin Ruth Poelzig (1904–1996) sowie aus seiner zweiten Ehe mit Marlene Moeschke-Poelzig (1894–1985) der Schauspieler und Darmstädter Schauspieldirektor Jochen Poelzig.

## Leben

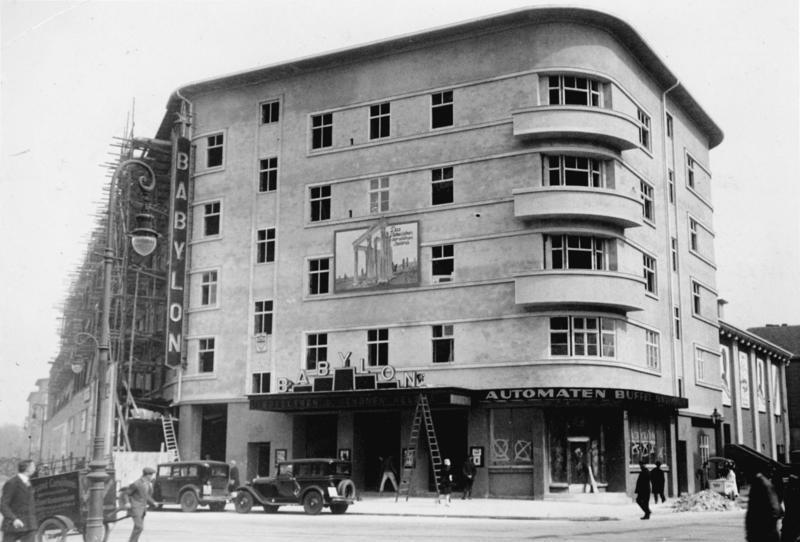
Das Kino Babylon am Bülowplatz (seit 1969 Rosa-Luxemburg-Platz) vor der Fertigstellung 1929

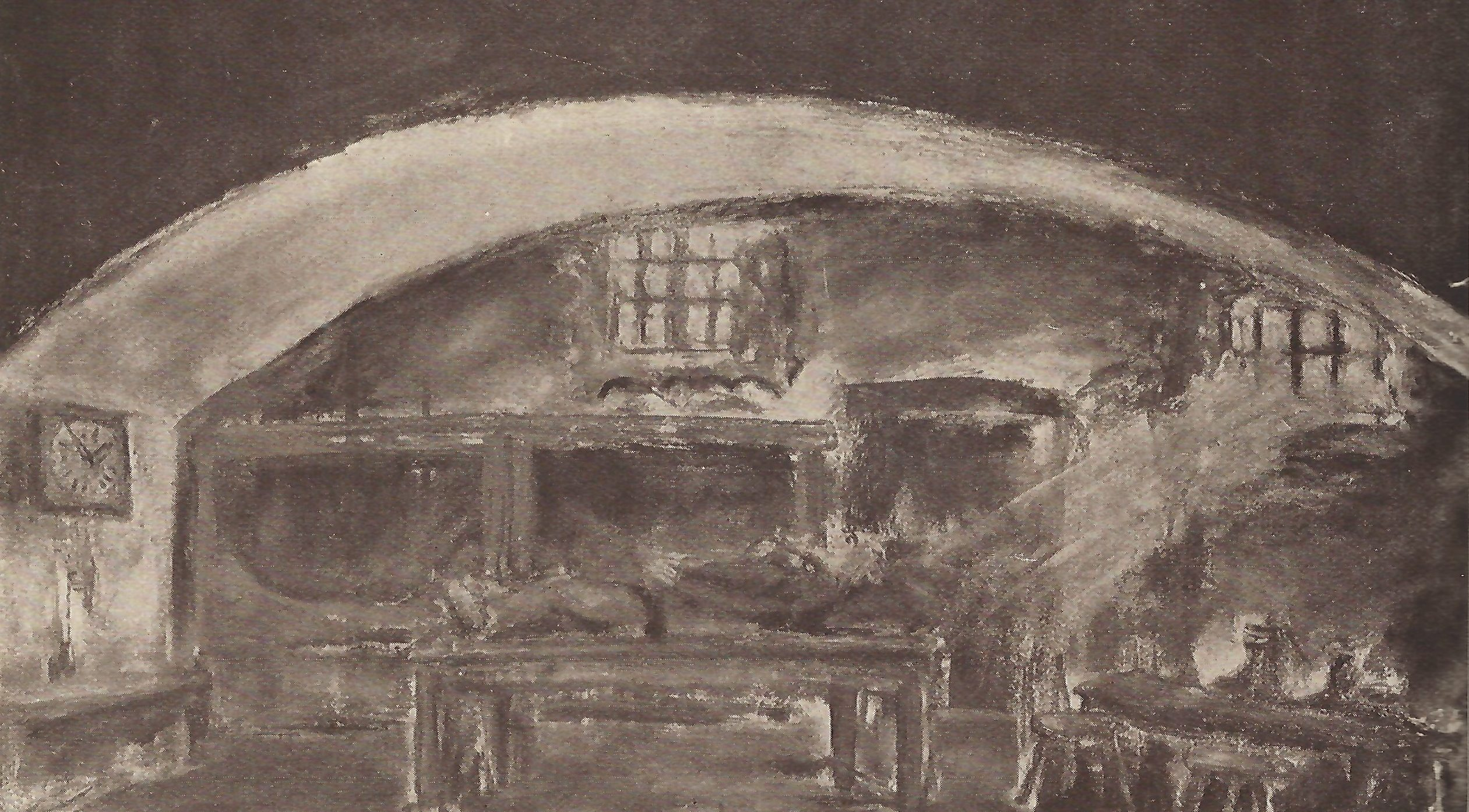
Bühnenbild Poelzigs aus dem Jahr 1926 für Munken Vendt von Knut Hamsun, gezeigt auf der Deutschen Theaterausstellung 1927 in Magdeburg

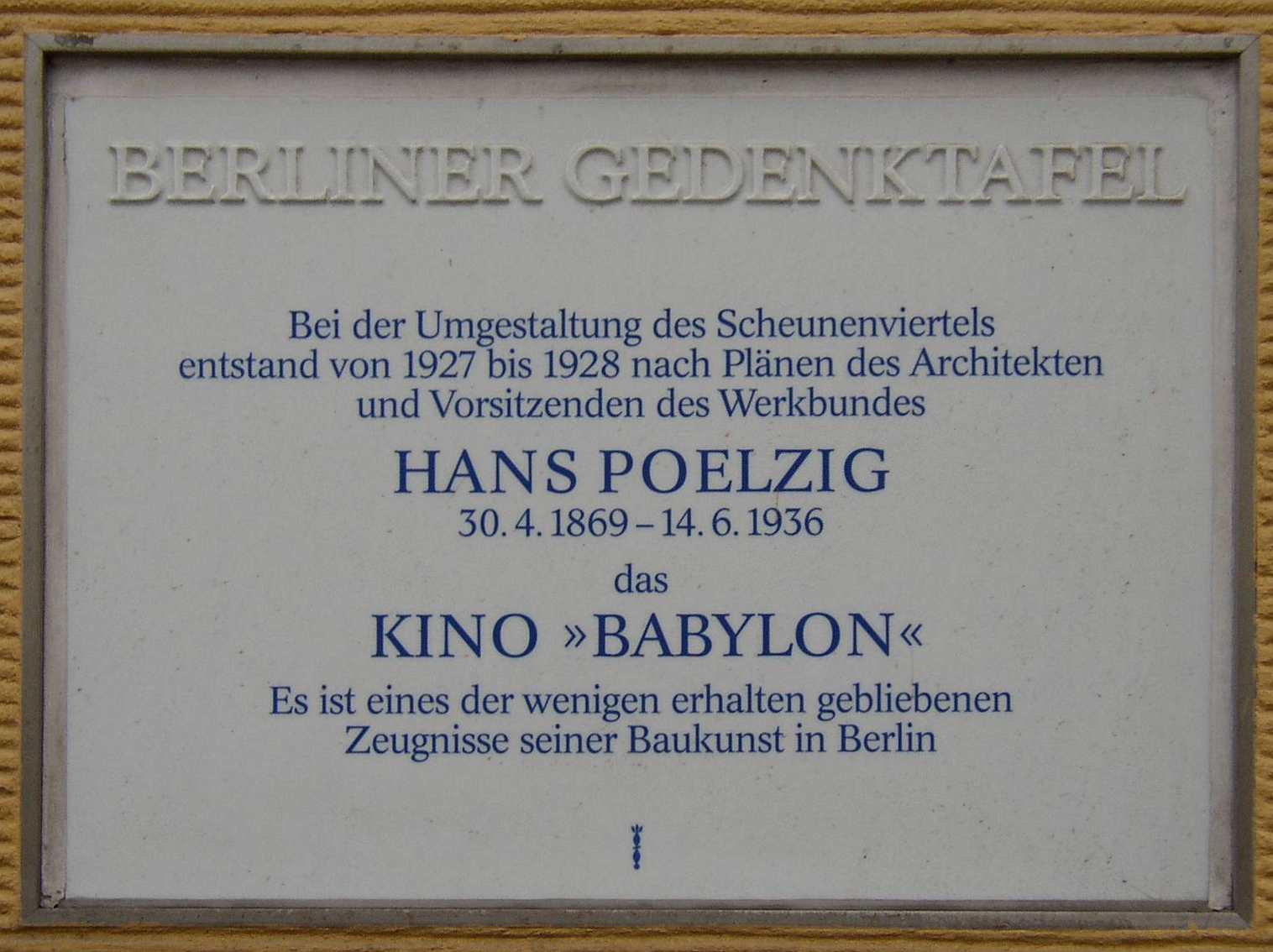
Berliner Gedenktafel in der Rosa-Luxemburg-Straße 30 in Berlin-Mitte

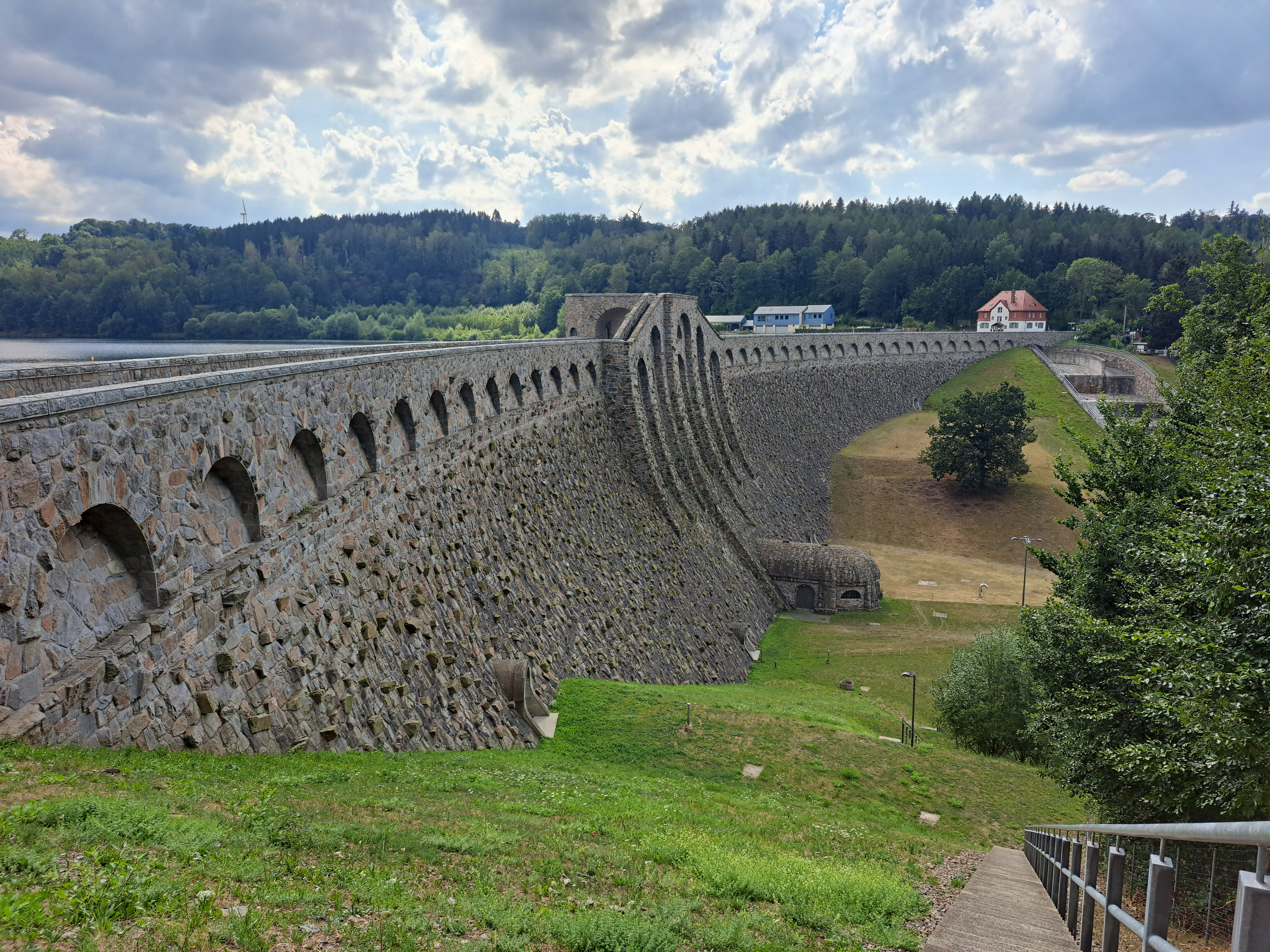
Talsperre Klingenberg in Sachsen

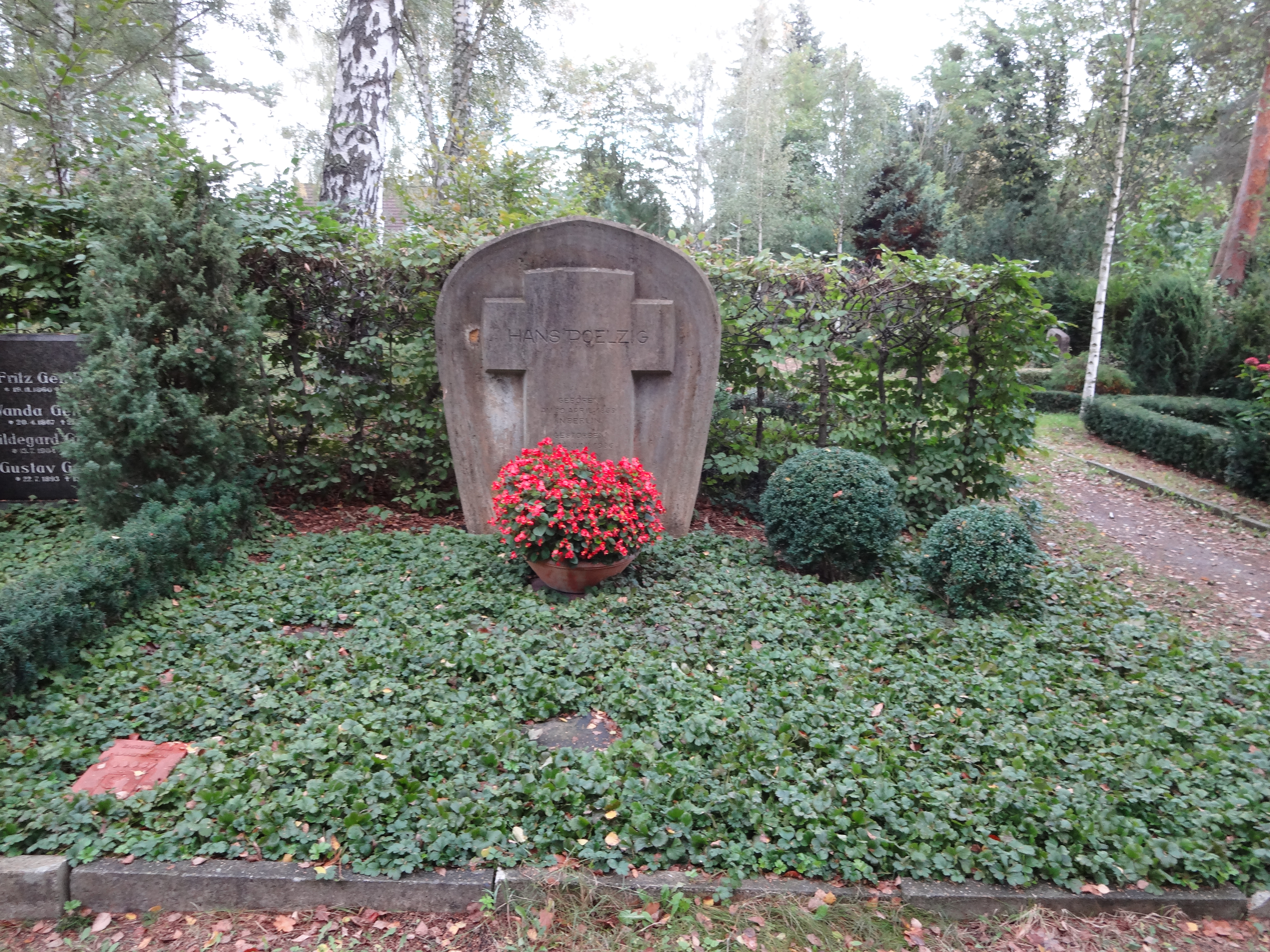
Grabstätte in Berlin

Hans Poelzig wurde am 30. April 1869 in Berlin (andere Quellen nennen Pölzig) als sechstes Kind von Gräfin Clara Henriette von Poelzig geboren. Seine Mutter war die Tochter von Alexander von Hanstein Graf von Pölzig und Beiersdorf. Ihr Mann, der britische Reeder George Acland Ames, bestritt jedoch die Vaterschaft und ließ sich drei Monate nach der Geburt des Kindes von Clara scheiden. Hans wurde daher mit Nachnamen nicht Ames, sondern Poelzig genannt und von Pflegeeltern, dem Chordirigenten Emil Liese und seiner Frau, in Stolpe, heute ein Teil von Berlin-Wannsee, aufgezogen.
Nach Abschluss der Grundschule wechselte Poelzig im Mai 1879 an das Victoria-Gymnasium in Potsdam.
Von 1889 bis 1894 studierte Poelzig Hochbau an der Technischen Hochschule (Berlin-)Charlottenburg und trat 1899 ein Amt als Bauassessor im Ministerium der öffentlichen Arbeiten des Königreichs Preußen an. Im gleichen Jahr heiratete er Maria Voss, mit der er vier Kinder hatte.
Poelzigs Karriere begann mit der Berufung als Lehrer für Stilkunde an die Königliche Kunst- und Kunstgewerbeschule in Breslau; 1903 wurde er als Nachfolger von Hermann Kühn deren Direktor. Bereits stark dem Expressionismus verpflichtet, machte er die ab 1911 Königliche Akademie für Bau- und Kunstgewerbe genannte Einrichtung zu einer der fortschrittlichsten Architektur- und Kunstschulen in Deutschland. 1916 wurde Poelzig als Nachfolger von Hans Erlwein Stadtbaurat in Dresden und 1919 Vorsitzender des Deutschen Werkbundes, den er wesentlich mitprägte und der heute auch stellvertretend für die Neue Sachlichkeit steht.
Seit 1918 verband ihn eine enge Freundschaft und Arbeitsgemeinschaft mit der Bildhauerin und Architektin Marlene Moeschke, die 1924 seine zweite Ehefrau wurde. Das Paar hatte drei Kinder.
Ab 1920 arbeitete er wieder in Berlin und leitete ein Meisteratelier für Architektur an der Akademie der Künste zu Berlin. 1921 beteiligte er sich an dem in die Architekturgeschichte eingegangenen Wettbewerb für die Neubebauung eines prominent platzierten Areals am Bahnhof Berlin Friedrichstraße. Zwei Jahre später wurde er als Professor an die Technische Hochschule Berlin berufen. Hier entwickelte sich zwischen Poelzig und dem einst von ihm geförderten Heinrich Tessenow ein heftiger Diskurs über Inhalte und Art der Ausbildung junger Architekten.
Im Wandel von der handwerklich geprägten Produktion zur industriellen Fertigung rezipierte Poelzig diese Entwicklung in seinen Berliner Jahren und schuf hier die Grundlagen für die Neue Sachlichkeit in der Architektur. Der von ihm so genannte Materialstil brachte durch seine Schlichtheit die Eigenschaften der verwendeten Materialien viel stärker zur Geltung als der ornamental geprägte Stil der Zeit. 1926 wurde Poelzig Vorstandsmitglied im Bund Deutscher Architekten (BDA) und war weiterhin in der Gemeinschaft „Der Ring“ tätig. Im Jahr 1929 verlieh ihm die Technische Hochschule Stuttgart die Ehrendoktorwürde. Von 1929 bis 1930 entstand nach den Plänen seiner Frau Marlene Moeschke-Poelzig das Atelier- und Wohnhaus für die Familie an der Tannenbergallee 28 in Berlin-Westend.
Die Berliner Akademie der Künste gestaltete 1931 die Ausstellung „Poelzig und seine Schule“. Ab dem 1. Januar 1933 war er Direktor der Vereinigten Staatsschulen für Freie und Angewandte Kunst in Berlin, die er aber am 10. April auf Veranlassung der Nationalsozialisten wieder verlassen musste.
Die rechte Presse warf ihm vor, er sei ein „Baubolschewik“, weil er an dem Wettbewerb für ein Theater in Charkiw (damals Sowjetunion) 1930 und einem Sowjetpalast in Moskau 1931 teilgenommen hatte. Dies wurde mit einer Befürwortung des Kommunismus gleichgesetzt. Die Angriffe setzten sich auch nach der „Machtergreifung“ der Nazis fort. Poelzig wies wiederholt die Behauptung zurück, er sei jüdischer Abstammung.
Im Jahr 1935 erhielt Poelzig den Ersten Preis für seinen Entwurf für ein Theater- und Konzerthaus in Istanbul. Für dies Projekt aber auch für Verhandlungen über einen Vertrag als Professor an der Akademie der Schönen Künste in Istanbul für drei Jahre reiste er zwei Mal nach Istanbul.
Zum 30. November 1935 schied er nach Erreichen der Altersgrenze von 65 Jahren aus seinen Ämtern als Vorsteher eines Meisterateliers an der Preußischen Akademie der Künste und als Lehrer der Technischen Hochschule aus.
Am 14. Juni 1936 starb Hans Poelzig an den Folgen eines dritten Schlaganfalls. Er wurde am 17. Juni auf dem Dorffriedhof von Wannsee beigesetzt. Das vom Land Berlin betreute Ehrengrab befindet sich in der Abteilung 9W.
1937 musste seine Frau ihr Atelier auf Druck der Nationalsozialisten schließen.
Die Akademie der Künste ehrte Hans Poelzig im Jahre 2008 erneut in einer Ausstellung, in der Werke und der Nachlass des Künstlers gezeigt wurden.

## Werk

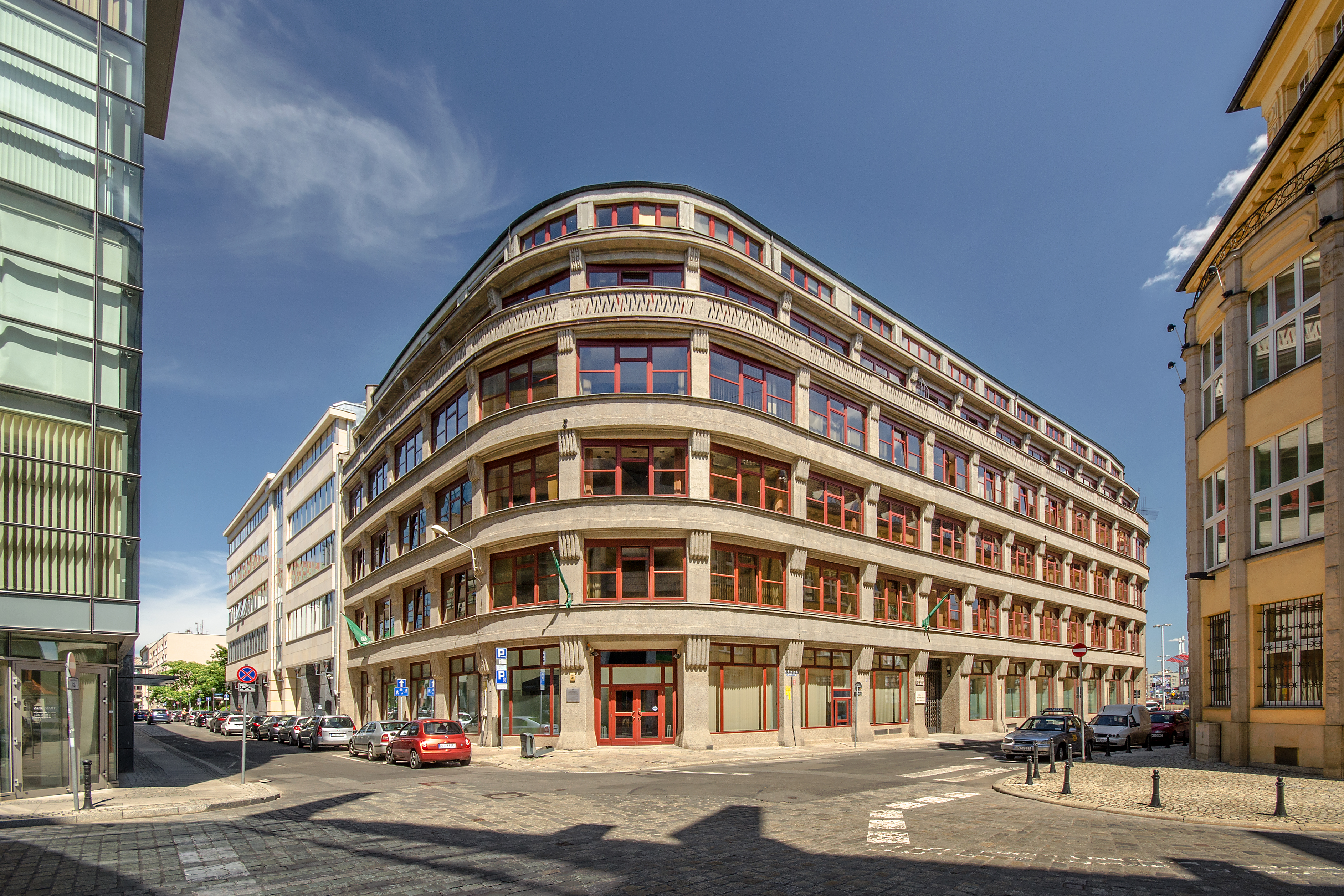
Büro- und Geschäftshaus in Breslau (1911)
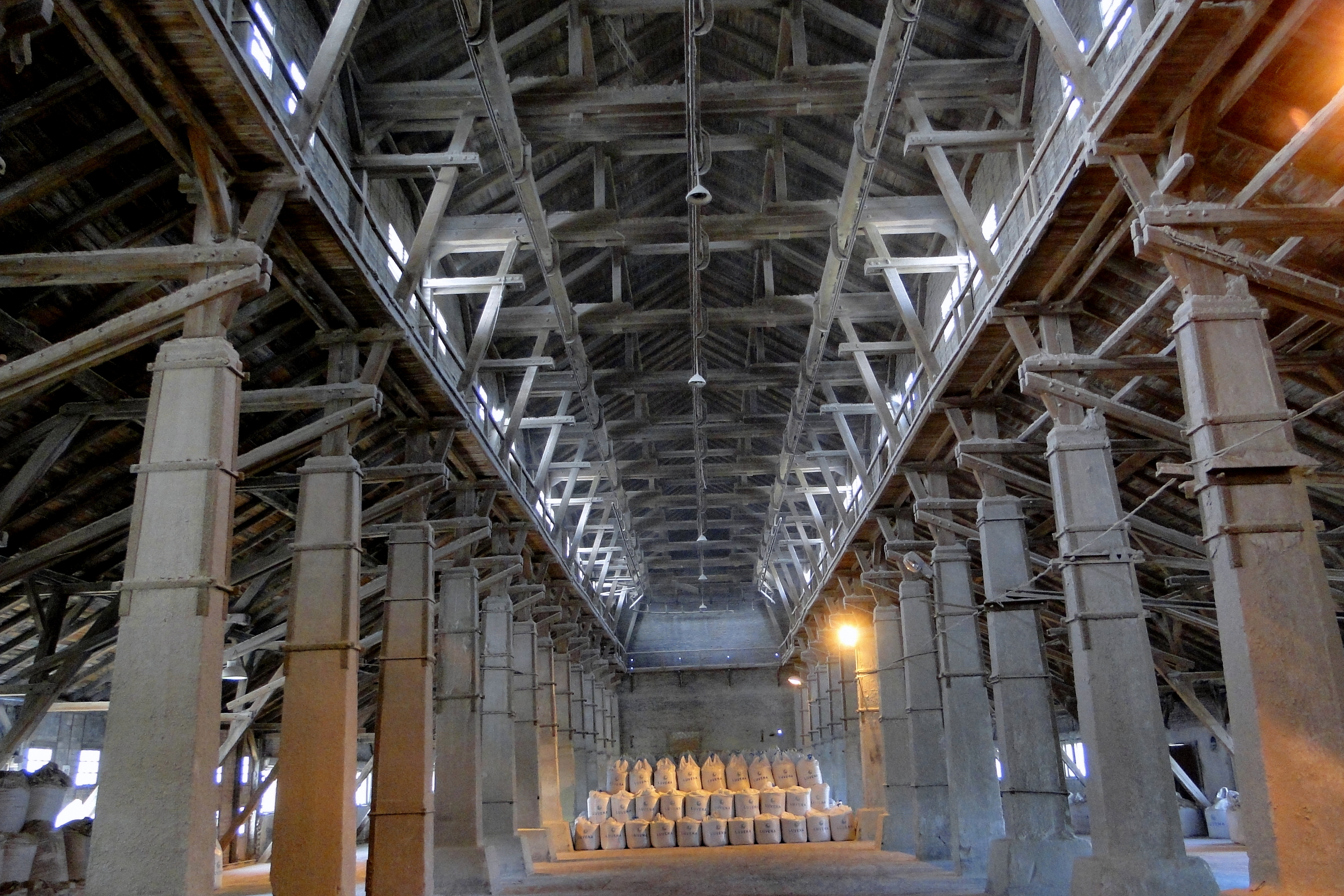
Chemische Fabrik in Luboń (1911–1912)
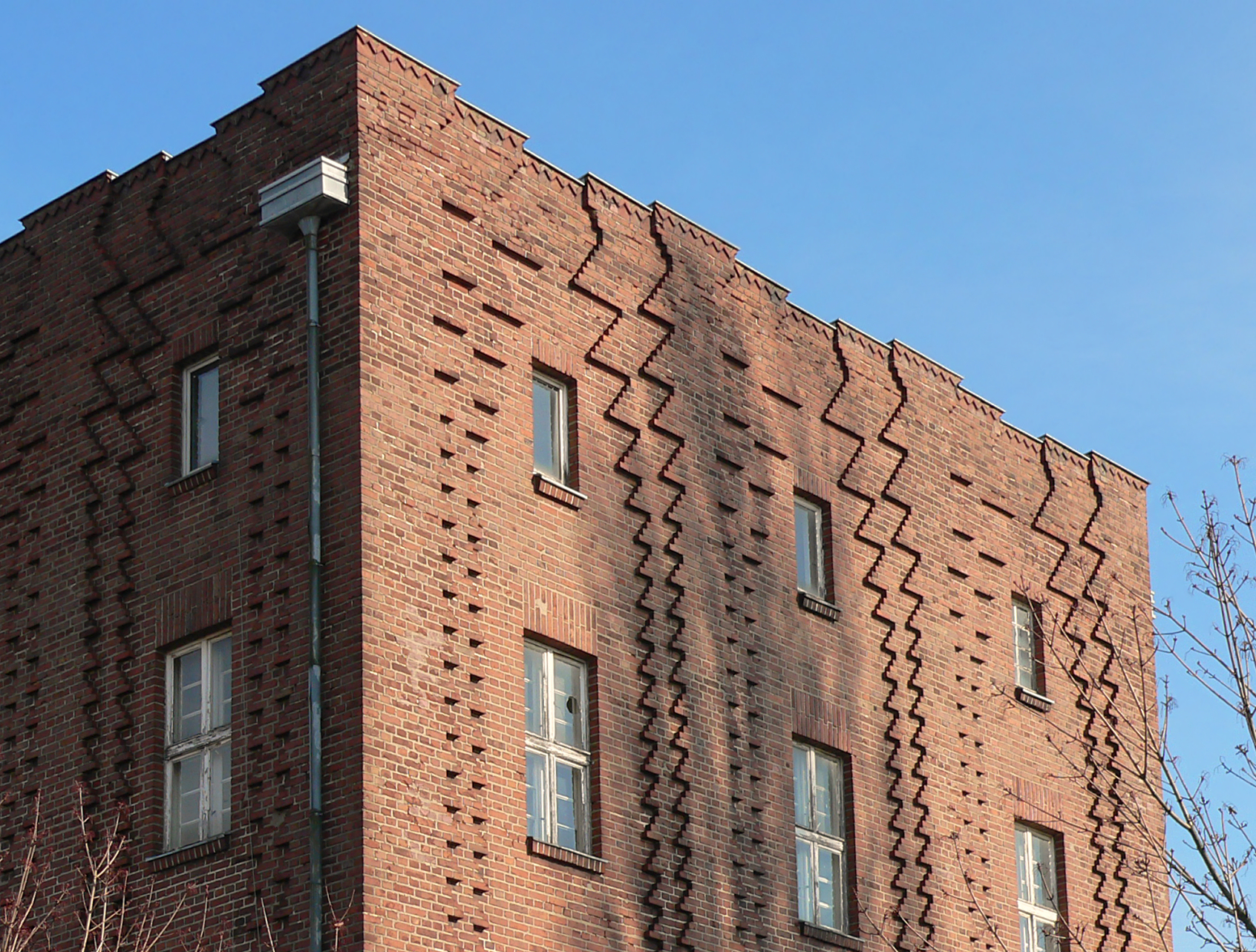
Baudetail der Fassade am Poelzig-Bau in Hannover (1923)
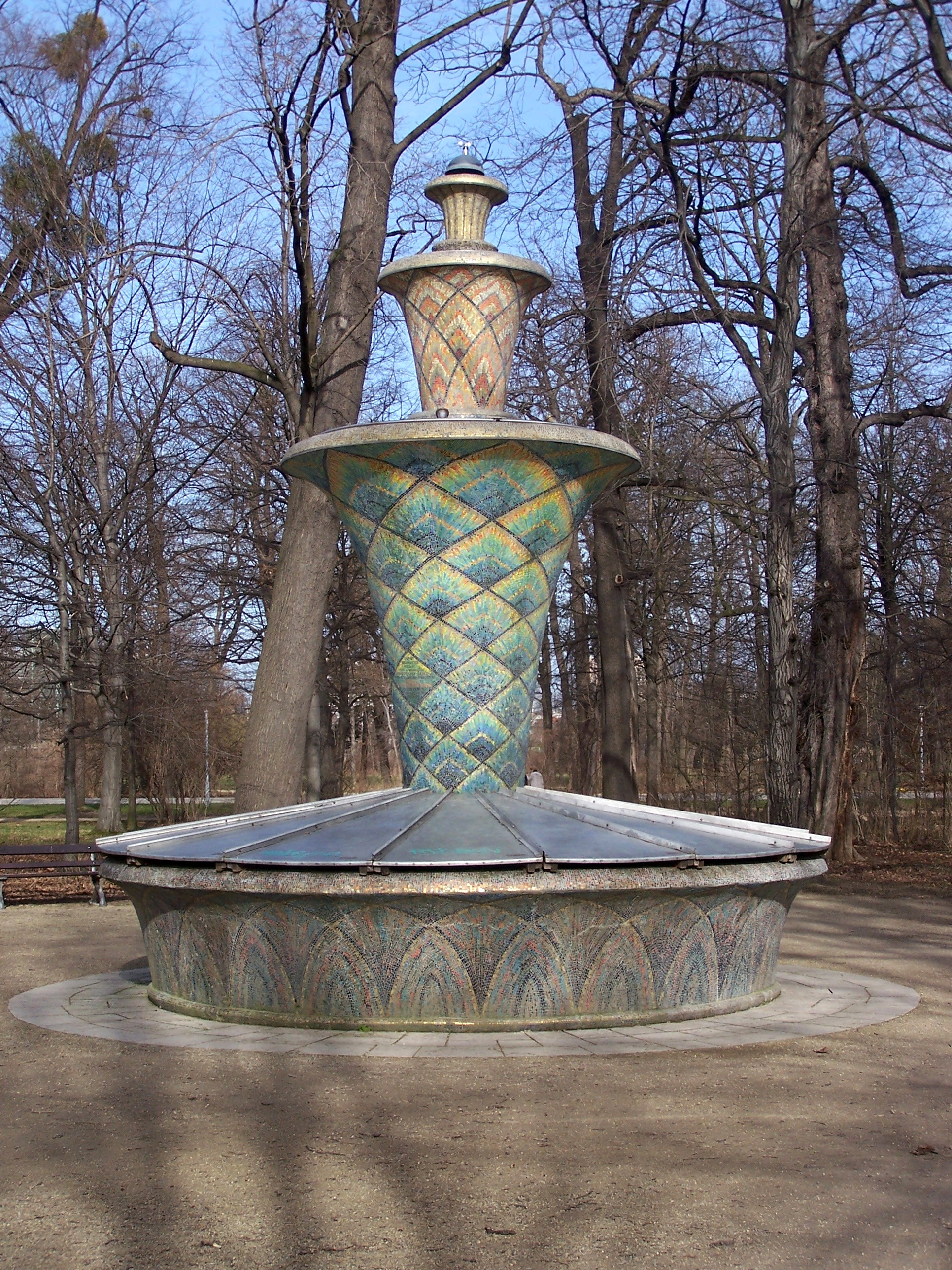
Mosaikbrunnen im Großen Garten in Dresden (1926)
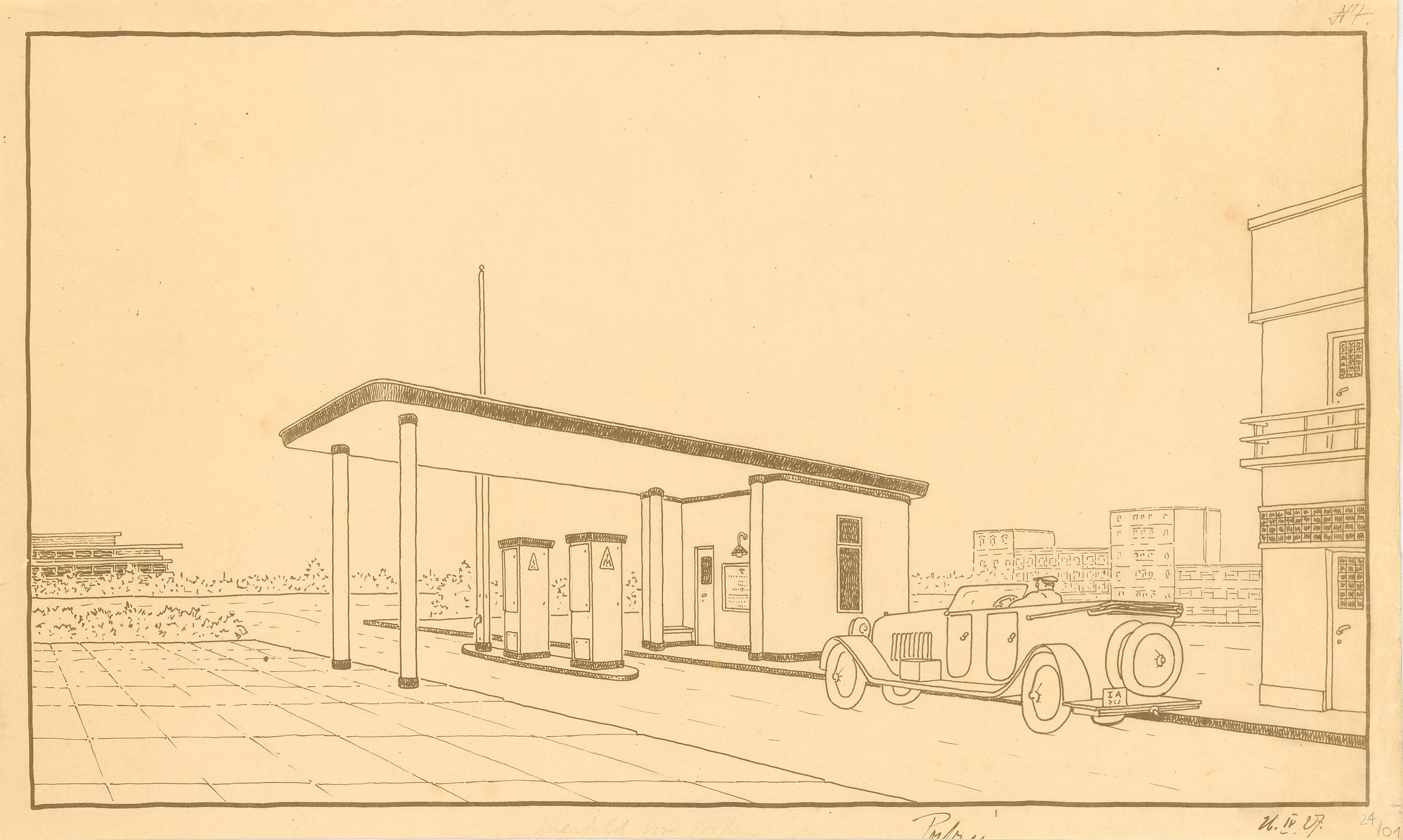
Tankstellenentwurf für die Reichskraftsprit (1927–1928)
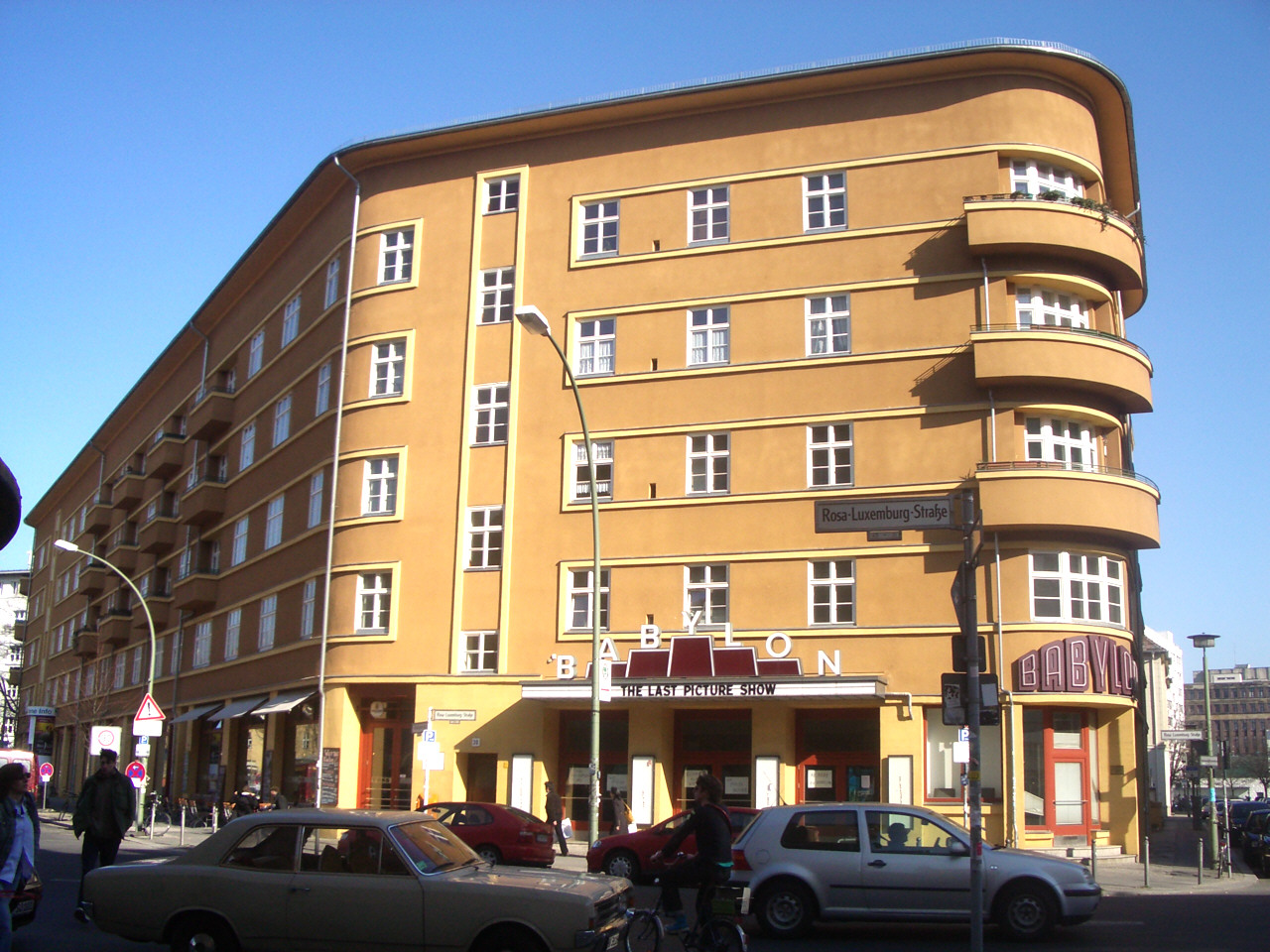
Berlin, Randbebauung mit Kino Babylon am Rosa-Luxemburg-Platz (1927–1929)
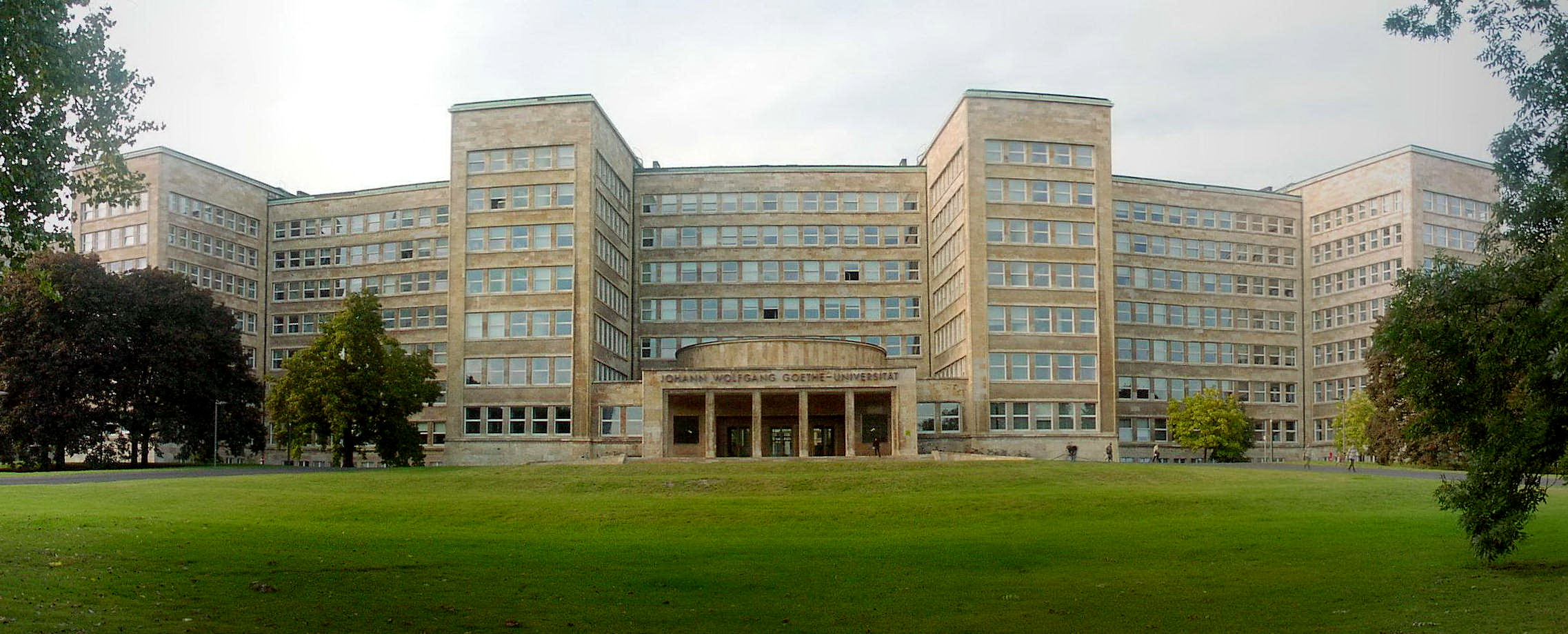
Süd-Fassade des Poelzig-Baus der Goethe-Universität Frankfurt am Main, erbaut als I.G.-Farben-Haus (1928–1931)
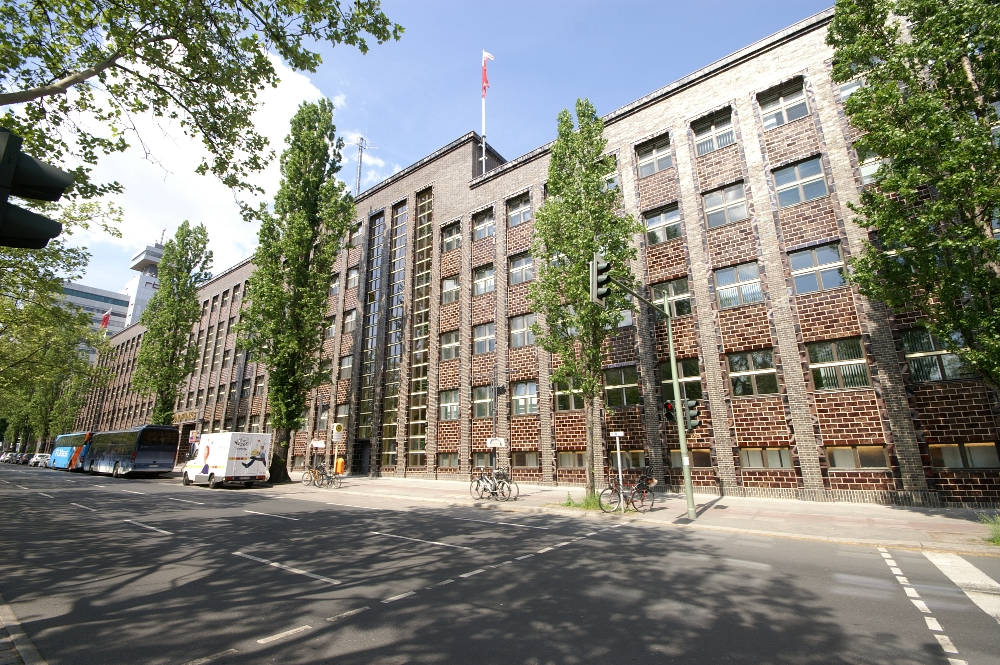
Haus des Rundfunks in Berlin, Masurenallee (1929–1931)

### Bauten und Entwürfe
- 1903–1906: Erweiterungsbau des Rathauses in Löwenberg, Niederschlesien (heute Lwówek Śląski, Polen)
- 1906: Pfarrkirche in Maltsch (Schlesien) (heute Malczyce, Polen)
- 1908–1914: architektonische Gestaltung der Staumauer der Talsperre Klingenberg in Sachsen
- vor 1909: Mehrfamilienwohnhaus in Breslau[9]
- 1910: Landhaus Zwirner, seit 1926 Boberhaus, in Löwenberg, Niederschlesien, Hirschberger Straße 10
- 1910: Wettbewerbsentwurf für ein Bismarck-Nationaldenkmal auf der Elisenhöhe bei Bingerbrück (gemeinsam mit dem Bildhauer Theodor von Gosen; nicht prämiert)[10]
- 1911: Wasserturm mit Markthalle, so genannter „Oberschlesienturm“, in Posen (nur Fundament erhalten als Unterbau des Iglica-Turms der Messe in Poznań)
- 1911: Büro- und Geschäftshaus in Breslau, Junkernstraße (heute ul. Ofiar Oświęcimskich) / Altbüßerstraße (heute ul. Łaciarska)
- 1911–1912: Fabrikanlage für die Chemische Fabrik Moritz Milch & Co. in Luban (poln. Luboń) bei Posen (nur teilweise erhalten)[11]
- 1911–1913: Pergola, Ausstellungsgebäude (Vier-Kuppel-Pavillon) und Restaurant für die Jahrhundertausstellung 1913 in Breslau
- 1913: Gruftkapelle beim Schloss Carolath in Niederschlesien
Während an anderer Stelle von einem 1912 ausgeführten „Mausoleum“ „auf dem Schlossplatz“ die Rede ist, sind Poelzigs erhaltene Entwürfe als „Kapellenanbau“ (Anbau an eine bestehende Schlosskapelle) bezeichnet und auf 1913 datiert.[12]
- 1914: Konzertsaal in Breslau
- 1913–1915: Betriebsgebäude der Annagrube in Pschow in Oberschlesien (heute Pszów, Polen)
- 1916: Wettbewerbsentwurf für das Haus der Freundschaft in Istanbul
- 1917: Entwürfe für eine Feuerwache in Dresden
- 1917: Entwürfe für ein Bürogebäude der Stadtverwaltung in Dresden
- 1918–1919: Umbau des Großen Schauspielhauses in Berlin (zerstört)[13]
Mit diesem viel publizierten Umbau schuf Poelzig sich einen europaweiten Ruf.
- 1920: Expressionistisches Transformatorenhaus in Friedland in Ostpreußen
- 1920: Mausoleum für Karl August Lingner in Dresden, unterhalb des Lingnerschlosses
- 1920: Entwürfe für ein Festspielhaus im Park von Schloss Hellbrunn in Salzburg[14]
- 1921: Wettbewerbsentwurf für die Bebauung eines Grundstücks an der Friedrichstraße in Berlin
- 1923: Poelzig-Bau als Verwaltungsgebäude des Textilunternehmens Gebrüder Meyer in Hannover-Vinnhorst, Beneckeallee 32 (teilweise Ausführung einer größeren Planung)[15][16]
- 1925–1926: Geschäftshaus „Haus am Zoo“ mit Kino Capitol in Berlin-Charlottenburg, Budapester Straße (nördlich am heutigen Breitscheidplatz; kriegszerstört)[17][18]
- 1926: Mosaikbrunnen auf der 5. Jahresschau Deutscher Arbeit 1926 (Jubiläums-Gartenbau-Ausstellung) in Dresden
- 1926–1927: Deli-Kino in Breslau (nicht erhalten)[19][20]
- 1927: Wohnhaus in der Weißenhofsiedlung in Stuttgart
- 1927: Büro- und Fabrikgebäude der Trikotagenfabrik Sigmund Goeritz AG in Chemnitz, Ulmenstraße (nur ein Teil der ursprünglichen Planung ausgeführt)
- 1927–1928: Typenentwurf einer Tankstelle der Reichskraftsprit und der Deutschen Gasolin[21]
- 1927–1929: acht Mehrfamilienwohnhäuser bzw. Wohn- und Geschäftshäuser mit dem Kino Babylon im Scheunenviertel in Berlin (um den Bülowplatz, heute Rosa-Luxemburg-Platz)
Die ursprüngliche Planung umfasste 14 Grundstücke[22], die nach der städtebaulichen Umgestaltung des Scheunenviertels noch immer unbebaut waren. Die acht ausgeführten Gebäude (mit 170 Wohnungen und ca. 80 Ladenlokalen) wurden größtenteils im Zweiten Weltkrieg zerstört, drei stehen unter Denkmalschutz.[23][24][25]
- 1928–1930: Fabrikanlage des Kabelwerks Dr. Cassirer & Co. AG in Berlin-Hakenfelde, Hugo-Cassirer-Straße 44
- 1928–1931: Verwaltungsgebäude der I.G. Farben in Frankfurt am Main (heute I.G.-Farben-Haus[26] der Goethe-Universität)
- 1928: Entwurf eines Geschäftshauses für das Modehaus S. Adam in Berlin, Friedrichstadt, Leipziger Straße / Friedrichstraße[27]
- 1928: Wohnhäuser in der Siedlung am Fischtalgrund in Berlin-Zehlendorf (für die Ausstellung „Bauen und Wohnen“)
- 1929–1931: Haus des Rundfunks in Berlin-Charlottenburg, Masurenallee
- 1929–1931: Einfamilienhaus, genannt „Poelzig-Haus“ oder „Haus Steinert“, in Kliedbruch bei Krefeld
- 1931: Gebäude der Sparkasse in Wolgast, am historischen Marktplatz

### Gemälde
Da Poelzig seine Gemälde immer wieder überarbeitete, sind die Daten der Entstehung sehr unbestimmt:
- begonnen 1918: Apokalyptische Reiter
- 1919/1920 bis 1930: Blocksberg
- Anfang der 1920er Jahre bis 1930: Don Quichote
- Mitte der 1920er Jahre bis 1930, unvollendet: Drei Frauen, Kind und Tod
- 1928–1931: Berglandschaft
- Mitte der 1920er Jahre bis 1931: Karneval

### Bühnenbilder, Filme und Filmarchitektur
Neben seinen vielen Industrie- und Gewerbebauten machte sich Poelzig seit Beginn der 1920er Jahre auch als Entwerfer von Bühnenbildern und Filmszenarien einen Ruf. Am bekanntesten ist die expressionistische Stadtarchitektur, die er für Paul Wegeners Film Der Golem, wie er in die Welt kam (1920) entworfen hat, sowie die Burg Grieshuus für Zur Chronik von Grieshuus (1923–1925, Regie: Arthur von Gerlach), die mehrere Jahre auf dem Ufa-Gelände in Neubabelsberg stehen blieb und als Burg Norfolk auch in dem Film Maria Stuart (1927, Regie: Friedrich Feher, Leopold Jessner) Verwendung fand.
In dem Horrorfilm Die schwarze Katze (1934, Regie: Edgar G. Ulmer), dem ersten gemeinsamen Film von Bela Lugosi und Boris Karloff, spielt Karloff den fiktiven Architekten Hjalmar Poelzig, der mitten in der ungarischen Steppe sein Haus im Stil der Neuen Sachlichkeit auf den Ruinen einer im Ersten Weltkrieg zerstörten Festung errichtet hat, deren Kommandant er gewesen war, und in deren Kellergewölbe er schwarze Messen begeht.
Im Jahr 2004 wurde das Foyer von Poelzigs Großem Schauspielhaus als Kulisse für den japanischen Film Godzilla: Final Wars von Regisseur Riyuhai Katamura nachgebaut. Das Foyer stellt dort das Innere eines außerirdischen Raumschiffes dar.

### Schriften
- Architekturfragen. In: Das Kunstblatt, 6. Jahrgang 1922, Heft 4, S. 153–163 (Teil 1) / Heft 5, S. 191–199 (Teil 2). (Druckfassung eines am 25. Februar 1922 in Berlin gehaltenen Vortrags)
- Vom Bauen unserer Zeit. In: Die Form, 1. Jahrgang 1922, Heft 1, S. 16–29. (Digitalisat bei der Universitätsbibliothek Heidelberg)

## Würdigung
Die Hans-Poelzig-Straße in Frankfurt-Kalbach-Riedberg wurde im April 2013 nach ihm benannt. Im Berliner Ortsteil Hakenfelde gibt es auch eine nach ihm benannte Straße, an der auch sein Bau der Fabrikanlage des Kabelwerkes Dr. Cassirer & Co. AG liegt. Seit 2015 trägt die Oberschule in Klingenberg-Sachsenhof seinen Namen.
Am 18. November 2015 weihte der Friedrichstadt-Palast Berlin zu Ehren seiner Gründer Max Reinhardt, Hans Poelzig und Erik Charell feierlich ein Denkzeichen an der Friedrichstraße 107 ein.